# Girovce
Girovce est un village de Slovaquie situé dans la région de Prešov.

## Histoire
Première mention écrite du village en 1408.

## Démographie

### Évolution de la population
| Année:               | 1994. | 2004.    | 2014.    | 2024.    |
| -------------------- | ----- | -------- | -------- | -------- |
| Nombre de personnes: | 86    | 70       | 62       | 51       |
| Différence:          |       | -18,60 % | -11,42 % | -17,74 % |

| Année:               | 2023. | 2024. |
| -------------------- | ----- | ----- |
| Nombre de personnes: | 51    | 51    |
| Différence:          |       | +0 %  |